# 里卡茲維爾 (愛荷華州)
里卡茲維爾（英語：Rickardsville）是一個位於美國愛荷華州迪比克縣的城市。

## 地理
里卡茲維爾的座標為42°34′58″N 90°52′50″W / 42.58278°N 90.88056°W，而該地的平均海拔高度為315米（即1033英尺）。

## 人口
根據2010年美國人口普查的數據，里卡茲維爾的面積為2.33平方千米，當中陸地面積為2.33平方千米，而水域面積為0.00平方千米。當地共有人口182人，而人口密度為每平方千米78人。